# Luciano Romero
Luciano Daniel Romero (Merlo, Provincia de Buenos Aires, Argentina; 22 de agosto de 1993) es un futbolista argentino. Juega como mediocentro y su último equipo es Nueva Chicago de la Primera B Nacional, segunda categoría del fútbol argentino. Tiene 31 años, actualmente se encuentra en condición de libre.

## Clubes
| Club               | País      | Año           |
| ------------------ | --------- | ------------- |
| River Plate        | Argentina | 2013          |
| Douglas Haig       | Argentina | 2013-2014     |
| Deportivo Armenio  | Argentina | 2014-2017     |
| Deportes La Serena | Chile     | 2016          |
| Renofa Yamaguchi   | Japón     | 2016-2017     |
| Fénix              | Argentina | 2017          |
| Barracas Central   | Argentina | 2018          |
| Unión San Felipe   | Chile     | 2019          |
| Nueva Chicago      | Argentina | 2023-presente |